# Корнинське
Корнинське (до 2016 року — Радгоспне) — селище в Україні, у Корнинській селищній територіальній громаді Житомирського району Житомирської області. Населення становить 1477 осіб.
Взяте на облік 16 вересня 1960 року як селище Корнинської селищної ради.

## Населення
Згідно з переписом УРСР 1989 року чисельність наявного населення селища становила 1755 осіб, з яких 836 чоловіків та 919 жінок.
За переписом населення України 2001 року в селищі мешкало 1475 осіб.

### Мова
Розподіл населення за рідною мовою за даними перепису 2001 року:
| Мова            | Кількість | Відсоток |
| --------------- | --------- | -------- |
| українська      | 1443      | 97.70%   |
| російська       | 25        | 1.69%    |
| білоруська      | 3         | 0.20%    |
| вірменська      | 1         | 0.07%    |
| інші/не вказали | 5         | 0.34%    |
| Усього          | 1477      | 100%     |

## Персоналії
- Ліптус Віктор Іванович (нар. 9 травня 1942) — український промисловець, керівник Корнинського цукрового заводу (2000-2015).